# Muzeum Diecezjalne w Bielsku-Białej
Muzeum Diecezjalne w Bielsku-Białej (w organizacji) – muzeum z siedzibą w Bielsku-Białej. Placówka jest jednostka organizacyjną Diecezji Bielsko-Żywieckiej. Jego siedzibą jest kamienica przy ul. Schodowej 2, położona w bezpośrednim sąsiedztwie bielskiej Katedry św. Mikołaja.
Muzeum zostało powołane w 2011 roku, a podstawą jego działania jest „Statut Muzeum Diecezjalnego”, uchwalony przez Konferencje Episkopatu Polski w dniu 18 listopada 1976 roku.
Obecnie placówka nie posiada stałej ekspozycji. Jej zadania koncentrują się na inwentaryzacji sakralnych zabytków ruchomych oraz nieruchomych, znajdujących się na terenie diecezji. Ponadto prowadzone są działania edukacyjne oraz promocyjne.